# 小郷一
小郷 一（おごう はじめ、1940年または1941年 - 2018年 <平成30年> 10月26日）は、日本の政治家。 民主党所属。堺市議会議員、堺市議会議長 (65代)、堺市議会副議長 (64代) を歴任。旭日小綬章受章。位階は従五位。

## 経歴
堺市議会議員当選。1994年5月 笠井祐二議長とともに第64代副議長を務め、1995年4月退任。2001年5月 北野礼一副議長とともに第65代議長を務め、2002年5月 退任。2003年4月 政令指定都市移行前最後となる堺市議会議員選挙で26位当選 (定数52) 。美原町との合併に伴い、要件を満たしてからわずか1年2か月での政令市移行について積極的な姿勢を示した。2007年 堺市議会議員選挙東区選挙区 (定数5) で3位当選。2011年 堺市議会議員選挙東区選挙区 (定数5) で6位落選。2018年10月 死去。

## 栄典
- 2014年11月 平成26年秋の叙勲で旭日小綬章を受章[1]。
- 死没日をもって従五位に叙された[2]。